# Club de l'Entresol

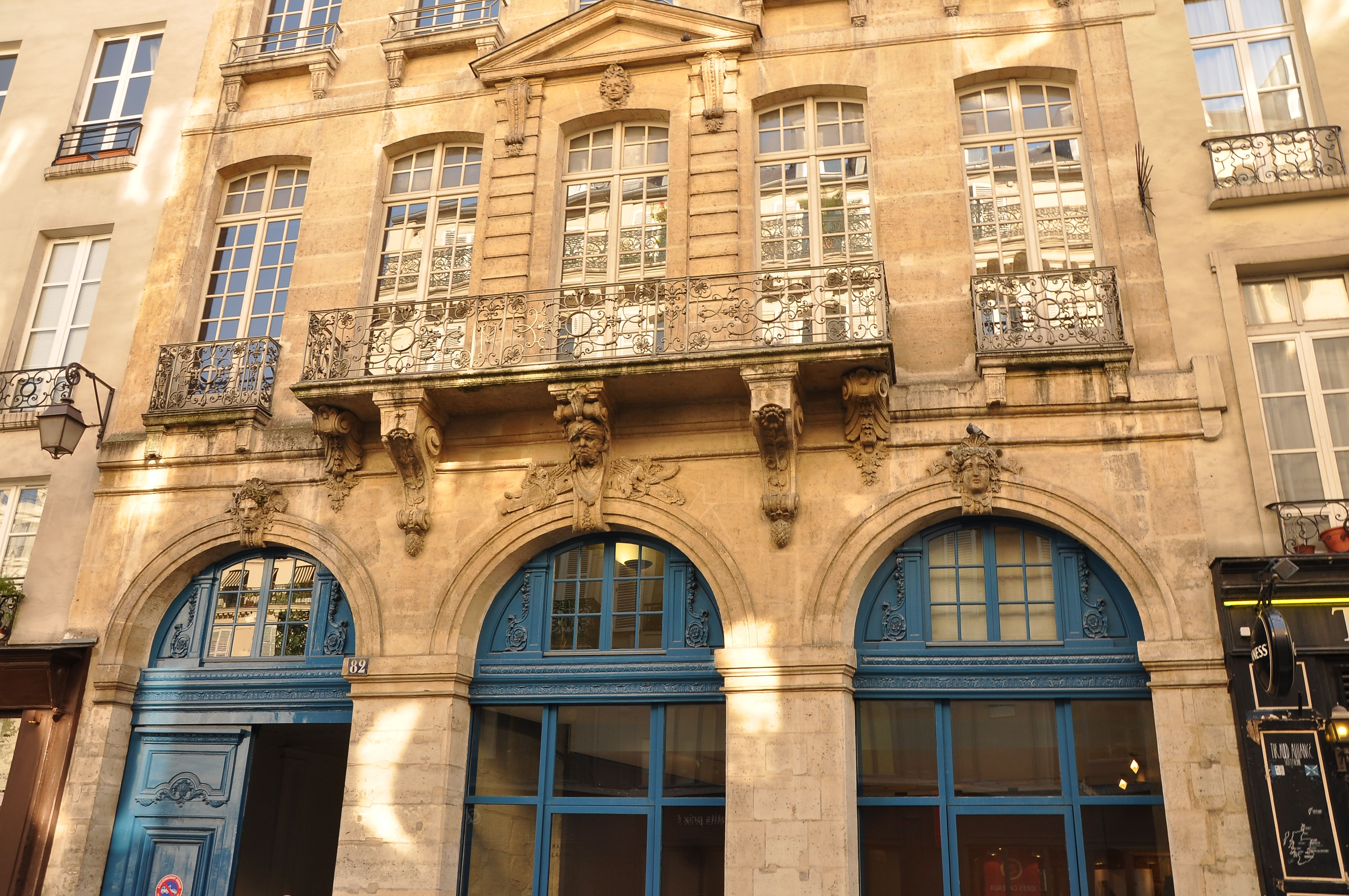
L'entrée de l'Hôtel du Président Hénault de Cantorbe,

Le Club de l'Entresol était un cercle privé créé à Paris en 1724 sur le modèle anglais et qui avait vocation à discuter des questions politiques et économiques.

## Histoire
La mort de Louis XIV et l'instauration de la Régence en 1715 avait inauguré une période d'effervescence intellectuelle qui favorisa l'émergence des Lumières. Le Club fut créé dans ce contexte par les abbés D'Alary et de Saint-Pierre et se réunit tous les samedis de cinq heures du soir à huit heures dans l'appartement du premier situé à l'entresol de l'Hôtel du président Hénault, place Vendôme. À l'opposé des salons littéraires, les membres du club étaient, en principe, exclusivement masculins et leur nombre volontairement restreint à une vingtaine. Certains étrangers de passage pouvaient être conviés aux réunions, de même que quelques dames de la Haute Société. Le club se réunissait au 7, place Vendôme, acheté par Hénault en 1719, et non à l'Hôtel du président Hénault situé au 82. Ce dernier a été acheté par le président en 1711 selon Jacques Hillairet. 
En dehors de ses créateurs, les habitués furent le marquis d’Argenson, Montesquieu, le marquis de Balleroy, l’abbé de Bragelonne, l’abbé de Pomponne, Claude-Adrien Helvétius, maréchal-duc de Coigny, le maréchal de Matignon, le marquis de Lassay, le comte de Verteillac, le duc de Noirmoutier, et Saint-Contest.

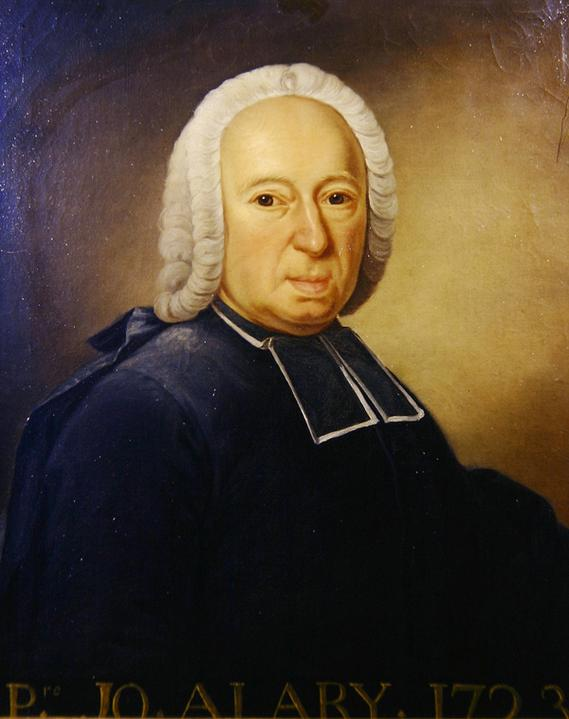
Pierre-Joseph Alary. Peinture par Claude Pougin de Saint-Aubin (1730-1783) - Archives de l’Académie française.
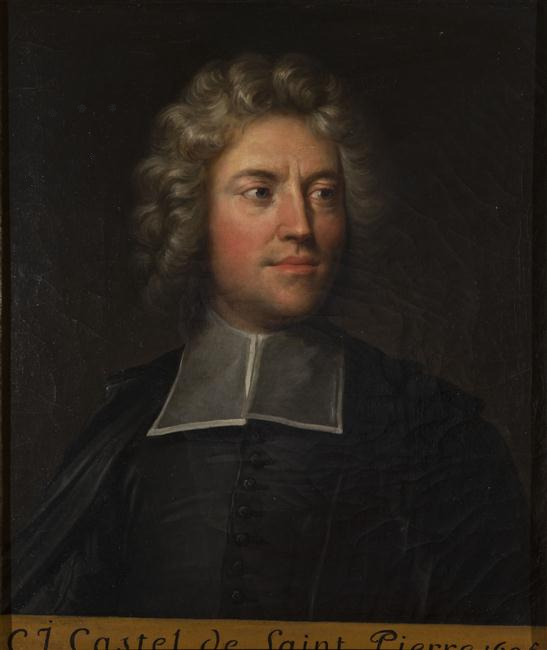
Charles-Irénée Castel de Saint-Pierre qui présenta son Projet pour rendre la paix perpétuelle en Europe dans ce lieu.
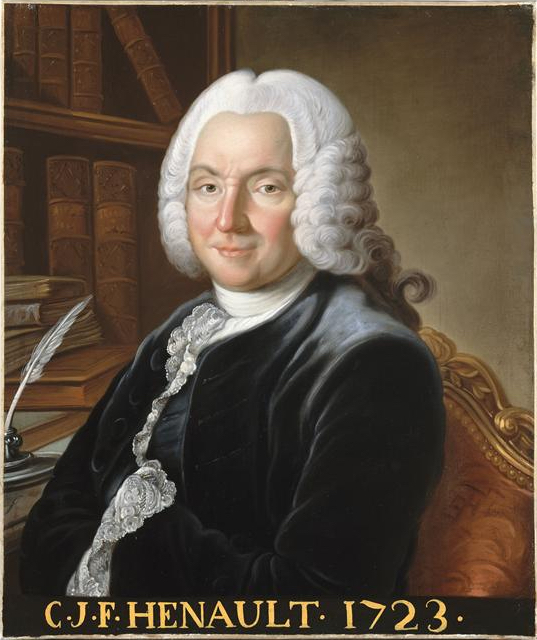
L'hôte Charles-Jean-François Hénault dans son appartement N° 7 Hôtel du Président, Place Vendôme à Paris.

Parmi les femmes qui furent invitées on peut citer: Marie du Deffand, Madame de Luxembourg, Madame de Pont de Veyle, Madame de Rochefort, Madame Bernin de Valentinay, marquise d’Usés, Madame de Forcalquier. Les Anglais Horace Walpole, le chevalier de Ramsay,  et le vicomte Bolingbroke eurent l'occasion de participer à certaines des soirées du club.
Inquiet des idées développées par les membres du Club et poussé par les plaintes jalouses des personnalités extérieures au cercle, le cardinal Fleury mit fin à l'activité du club en 1731.